# Pilot Pen Tennis 2007 - Qualificazioni singolare maschile
Le qualificazioni del singolare maschile del Pilot Pen Tennis 2007 sono state un torneo di tennis preliminare per accedere alla fase finale della manifestazione. I vincitori dell'ultimo turno sono entrati di diritto nel tabellone principale. In caso di ritiro di uno o più giocatori aventi diritto a questi sono subentrati i lucky loser, ossia i giocatori che hanno perso nell'ultimo turno ma che avevano una classifica più alta rispetto agli altri partecipanti che avevano comunque perso nel turno finale.
Le qualificazioni del torneo Pilot Pen Tennis  2007 prevedevano 32 partecipanti di cui 4 sono entrati nel tabellone principale.

## Teste di serie
1. Mario Ančić (Qualificato)
2. Nicolas Mahut (primo turno)
3. Andreas Seppi (secondo turno)
4. Florent Serra (primo turno)

1. Evgenij Korolëv (Qualificato)
2. Luis Horna (ultimo turno)
3. Simone Bolelli (primo turno)
4. Chris Guccione (secondo turno)

## Qualificati
1. Mario Ančić
2. Evgenij Korolëv

1. Tejmuraz Gabašvili
2. Kevin Anderson

## Tabellone

### Legenda
| - Q = Qualificato - WC = Wild card - LL = Lucky loser | - ALT = Alternate - SE = Special Exempt - PR = Protected Ranking | - w/o = Walkover - r = Ritirato - d = Squalificato |

### Sezione 1
|  | Primo turno        | Primo turno        | Primo turno        | Primo turno  | Primo turno |  |  | Secondo turno | Secondo turno  | Secondo turno | Secondo turno | Secondo turno |   |   | Ultimo turno | Ultimo turno | Ultimo turno | Ultimo turno | Ultimo turno |  |
|  |                    |                    |                    |              |             |  |  |               |                |               |               |               |   |   |              |              |              |              |              |  |
|  | 1                  | Mario Ančić        | 4                  | 6            | 6           |  |  |               |                |               |               |               |   |   |              |              |              |              |              |  |
|  |                    | Igor' Kunicyn      | 6                  | 0            | 3           |  |  | 1             | Mario Ančić    | 6             | 1             | 7             |   |   |              |              |              |              |              |  |
|  | Alex Kuznetsov     | Alex Kuznetsov     | Alex Kuznetsov     | 6            | 6           |  |  |               | Alex Kuznetsov | 1             | 6             | 64            |   |   |              |              |              |              |              |  |
|  | Richard Bloomfield | Richard Bloomfield | Richard Bloomfield | 1            | 3           |  |  |               |                |               |               |               |   |   | 1            | Mario Ančić  | Mario Ančić  | 6            | 6            |  |
|  | Michael Yani       | Michael Yani       | Michael Yani       | Michael Yani | W-O         |  |  |               |                |               | Ryan Sweeting | Ryan Sweeting | 4 | 2 |              |              |              |              |              |  |
|  | Luka Gregorc       | Luka Gregorc       | Luka Gregorc       | Luka Gregorc |             |  |  | Michael Yani  | Michael Yani   | Michael Yani  | 6             | 2             |   |   |              |              |              |              |              |  |
|  |                    | Ryan Sweeting      | 6                  | 5            | 6           |  |  | Ryan Sweeting | Ryan Sweeting  | Ryan Sweeting | 7             | 6             |   |   |              |              |              |              |              |  |
|  | 7                  | Simone Bolelli     | 2                  | 7            | 3           |  |  |               |                |               |               |               |   |   |              |              |              |              |              |  |

### Sezione 2
|  | Primo turno     | Primo turno      | Primo turno      | Primo turno | Primo turno |  |  | Secondo turno    | Secondo turno    | Secondo turno    | Secondo turno   | Secondo turno   |   |   | Ultimo turno | Ultimo turno | Ultimo turno | Ultimo turno | Ultimo turno |  |
|  |                 |                  |                  |             |             |  |  |                  |                  |                  |                 |                 |   |   |              |              |              |              |              |  |
|  |                 | Nicolas Devilder | Nicolas Devilder | 6           | 7           |  |  |                  |                  |                  |                 |                 |   |   |              |              |              |              |              |  |
|  | 2               | Nicolas Mahut    | Nicolas Mahut    | 3           | 64          |  |  | Nicolas Devilder | Nicolas Devilder | Nicolas Devilder | 2               | 5               |   |   |              |              |              |              |              |  |
|  | Yves Allegro    | Yves Allegro     | Yves Allegro     | 7           | 7           |  |  | Yves Allegro     | Yves Allegro     | Yves Allegro     | 6               | 7               |   |   |              |              |              |              |              |  |
|  | Kabelo Maleka   | Kabelo Maleka    | Kabelo Maleka    | 68          | 5           |  |  |                  |                  |                  |                 |                 |   |   |              | Yves Allegro | Yves Allegro | 4            | 62           |  |
|  | Roy Kalmanovich | Roy Kalmanovich  | 6                | 2           | 6           |  |  |                  |                  | 5                | Evgenij Korolëv | Evgenij Korolëv | 6 | 7 |              |              |              |              |              |  |
|  | Todd Paul       | Todd Paul        | 1                | 6           | 4           |  |  |                  | Roy Kalmanovich  | Roy Kalmanovich  | 4               | 4               |   |   |              |              |              |              |              |  |
|  | 5               | Evgenij Korolëv  | Evgenij Korolëv  | 7           | 6           |  |  | 5                | Evgenij Korolëv  | Evgenij Korolëv  | 6               | 6               |   |   |              |              |              |              |              |  |
|  |                 | Phillip King     | Phillip King     | 5           | 2           |  |  |                  |                  |                  |                 |                 |   |   |              |              |              |              |              |  |

### Sezione 3
|  | Primo turno            | Primo turno            | Primo turno     | Primo turno | Primo turno |  |  | Secondo turno | Secondo turno          | Secondo turno | Secondo turno | Secondo turno |   |   | Ultimo turno | Ultimo turno       | Ultimo turno | Ultimo turno | Ultimo turno |  |
|  |                        |                        |                 |             |             |  |  |               |                        |               |               |               |   |   |              |                    |              |              |              |  |
|  | 3                      | Andreas Seppi          | Andreas Seppi   | 7           | 6           |  |  |               |                        |               |               |               |   |   |              |                    |              |              |              |  |
|  |                        | Fritz Wolmarans        | Fritz Wolmarans | 65          | 1           |  |  | 3             | Andreas Seppi          | 613           | 6             | 5             |   |   |              |                    |              |              |              |  |
|  | Tejmuraz Gabašvili     | Tejmuraz Gabašvili     | 3               | 7           | 6           |  |  |               | Tejmuraz Gabašvili     | 7             | 4             | 7             |   |   |              |                    |              |              |              |  |
|  | Ernests Gulbis         | Ernests Gulbis         | 6               | 69          | 1           |  |  |               |                        |               |               |               |   |   |              | Tejmuraz Gabašvili | 6            | 2            | 7            |  |
|  | Édouard Roger-Vasselin | Édouard Roger-Vasselin | 6               | 4           | 6           |  |  |               |                        | 6             | Luis Horna    | 3             | 6 | 6 |              |                    |              |              |              |  |
|  | Kamil Capkovic         | Kamil Capkovic         | 3               | 6           | 4           |  |  |               | Édouard Roger-Vasselin | 3             | 6             | 2             |   |   |              |                    |              |              |              |  |
|  | 6                      | Luis Horna             | Luis Horna      | 6           | 6           |  |  | 6             | Luis Horna             | 6             | 4             | 6             |   |   |              |                    |              |              |              |  |
|  |                        | Peter Luczak           | Peter Luczak    | 4           | 4           |  |  |               |                        |               |               |               |   |   |              |                    |              |              |              |  |

### Sezione 4
|  | Primo turno        | Primo turno        | Primo turno        | Primo turno | Primo turno |  |  | Secondo turno | Secondo turno  | Secondo turno  | Secondo turno  | Secondo turno  |   |   | Ultimo turno | Ultimo turno | Ultimo turno | Ultimo turno | Ultimo turno |  |
|  |                    |                    |                    |             |             |  |  |               |                |                |                |                |   |   |              |              |              |              |              |  |
|  |                    | Alun Jones         | 5                  | 6           | 6           |  |  |               |                |                |                |                |   |   |              |              |              |              |              |  |
|  | 4                  | Florent Serra      | 7                  | 2           | 2           |  |  | Alun Jones    | Alun Jones     | 3              | 6              | 3              |   |   |              |              |              |              |              |  |
|  | Cecil Mamiit       | Cecil Mamiit       | Cecil Mamiit       | 6           | 7           |  |  | Cecil Mamiit  | Cecil Mamiit   | 6              | 3              | 6              |   |   |              |              |              |              |              |  |
|  | André Sá           | André Sá           | André Sá           | 4           | 5           |  |  |               |                |                |                |                |   |   | Cecil Mamiit | Cecil Mamiit | Cecil Mamiit | 5            | 1            |  |
|  | Kevin Anderson     | Kevin Anderson     | Kevin Anderson     | 6           | 6           |  |  |               |                | Kevin Anderson | Kevin Anderson | Kevin Anderson | 7 | 6 |              |              |              |              |              |  |
|  | Luis-Manuel Flores | Luis-Manuel Flores | Luis-Manuel Flores | 4           | 2           |  |  |               | Kevin Anderson | 6              | 611            | 7              |   |   |              |              |              |              |              |  |
|  | 8                  | Chris Guccione     | 4                  | 7           | 6           |  |  | 8             | Chris Guccione | 2              | 7              | 65             |   |   |              |              |              |              |              |  |
|  |                    | František Čermák   | 6                  | 65          | 4           |  |  |               |                |                |                |                |   |   |              |              |              |              |              |  |